# Matsuoka China
Matsuoka China (松岡 ちな (Tùng-Cương Thiên-Thái) 16 tháng 4 năm 1994 –) là một cựu nữ diễn viên khiêu dâm người Nhật Bản. Cô sinh ra tại Fukuoka. Cô thuộc về công ti BKpromotion.

## Sự nghiệp
- 28/7/2014, cô ra mắt công chúng với tên China (ちな) trong mục "Ảnh khỏa thân nghiệp dư xuất sắc nhất trong lịch sử" của tạp chí Playboy hàng tuần.
- Tháng 12/2014, cô ra mắt ngành phim khiêu dâm với SOD Create.[1]
- Tháng 1/2015, cô được chỉ định làm trợ lí của kênh "Beach 9" của TV Saitama.
- Tháng 6/2015, cô cùng Sakura Kizuna và Amatsuka Moe được chọn làm người hỗ trợ cho cho AV OPEN2015.
- 3/3/2016, cô nhận giải Nữ diễn viên mới và giải FLASH tại Giải thưởng truyền hình phim khiêu dâm Sky PerfecTV! 2016.[3]
- 1/6/2016, cô thông báo trên trang Twitter rằng cô bị thương ở các bộ phận trên cả cơ thể trong một vụ tai nạn trong đó tài xế va chạm rồi bỏ chạy.[4][5]
- 19/7/2016, cô cũng thông báo trên Twitter rằng cô đã nhập viện vì một căn bệnh nội khoa.[6]
- 15/8/2016, cô gửi thư đến SOD Create và thông báo rằng bản thân sẽ nghỉ việc.[7][8][9]
- Mặc dù đã nghỉ việc, cô xếp thứ 69 trong "Bảng xếp hạng FLASH 2021 diễn viên nữ gợi cảm chọn bởi 300 độc giả".[10]

## Đời tư
- Cô có một tính cách rất nhàm chán.[11]
- Sở thích của cô là đến các quán cà phê.[2]
- Kĩ năng đặc biệt của cô là có thể ngủ ở bất cứ đâu.[2]